# محمد شاكر المرقبي
الأستاذ الدكتور محمد شاكر المرقبي، هو وزير الكهرباء والطاقة المتجددة المصري السابق وشغل هذا المنصب في وزارة مصطفى مدبولي الأولى، ووزارة شريف إسماعيل ووزارتي إبراهيم محلب الأولى والثانية. قبل عمله كوزير شغل منصب أستاذ هندسة القوى الكهربائية في كلية الهندسة جامعة القاهرة وعدة مناصب هامة أخرى. تخرج من كلية الهندسة جامعة القاهرة عام 1968 وحصل على الدكتوراه في الهندسة الكهربائية من الكلية الإمبراطورية جامعة لندن عام 1978 وعمل بالتدريس في كلية الهندسة جامعة القاهرة وبدأ العمل الاستشارى منذ عام 1982، و أنشأ مكتبا استشاريا في مجال الاستشارات الكهربائية والميكانيكية، و مكتبه له تواجد في عدد من الدول العربية، وعمل مهندسا استشاريا لأكثر من 1500 مشروع داخل وخارج مصر، وعمل مع عدد من المكاتب الاستشارية العالمية.

## التأهيل العلمي
- بكالوريوس هندسة القوى الكهربائية بمرتبة الشرف، وماجستير في هندسة القـوى الكهربائيـة ـ كلية الهندسة ـ جامعة القاهرة عامى 1968/1972.
- دكتوراه في الهندسة الكهربائية ـ الكلية الإمبراطورية ـ جامعة لندن عام 1978.
- جائزة الامتياز في العلوم والتكنولوجيا من مؤسسة المهندسين الكهربائيـين البريطانيـة (معهد مهندسي الكهرباء والإلكترونيات) ـ لندن ـ المملكة المتحدة عام 1985.

## حياته المهنية
- وزير الكهرباء والطاقة المتجددة منذ مارس 2014.
- مؤسس ورئيس المجموعة الاستشارية شاكر منذ عام 1982 حيث تخلى عن جميع مناصبه بها بعد تكليفه وزيراً للكهرباء والطاقة المتجددة.
- مهندس استشارى للأعمال الكهروميكانيكية حيث ساهم في تصميم والإشراف على تنفيذ حوالي 1500 مشروع في جمهورية مصر العربية والعديد من الدول العربية والأفريقية خلال حوالي 40 عاماً من مزاولة مهنة الهندسة الاستشارية.
- الرئيس الفخري للجمعية المصرية للوقاية من الحريق (EFPA).
- عضو مجلس إدارة عدد من المؤسسات والهيئات واللجان التالية في فترات مختلفة:
- رئيس لجنة المهندسين الاستشاريين بنقابة المهندسين المصرية.
- لجنة كود الكهرباء ـ المركز القومى لبحوث البناء.
- هيئة المجتمعات العمرانية الجديدة.
- هيئة السكك الحديدية المصرية.
- الشركة المصرية للصناعات المصرية.
- الشركة المصرية لإدارة وتشغيل مترو الأنفاق.
- رئيس مجلس إدارة المجلس التصديري للتشييد المصرى.
- نائب رئيس منتدى الهندسة الاستشارية.
- وكيل أول نقابة المهندسين المصرية.
- نائب رئيس مجلس الأعمال المصري الياباني.
- نائب رئيس نادى الجزيرة الرياضى.